# Dorothy Stafford

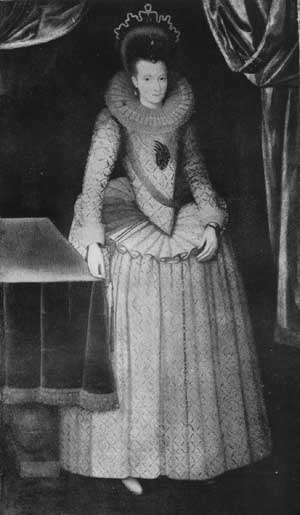
Dorothy Stafford

Dorothy Stafford, Lady Stafford (* 1. Oktober 1526; † 22. September 1604) war eine englische Adlige und einflussreiche Person am Hof Königin Elisabeths I.

## Familie
Dorothy Stafford wurde am 1. Oktober 1526 als jüngste Tochter von Henry Stafford, 1. Baron Stafford und Lady Ursula Pole geboren. Ihre Großmutter mütterlicherseits, Margaret Pole, 8. Countess of Salisbury, wurde 1541 auf Befehl König Heinrichs VIII. für Hochverrat hingerichtet. Durch Margaret, die das letzte überlebende Mitglied der Dynastie der Plantagenets war, hatten Dorothy und ihre Geschwister einen Anspruch auf den englischen Thron. Durch ihren Großvater väterlicherseits konnte Dorothy ihre Stammlinie bis auf Anne of Gloucester zurückführen, was sie zur ersten Adligen machte, die von allen jüngeren Söhnen König Eduards III. abstammte. Dorothy hatte ca. 13 Geschwister, von denen 12 Namen bekannt sind. Mit ihrer Schwester Susan wurde sie im Haushalt ihrer Tante Elizabeth Stafford, Duchess of Norfolk, aufgezogen. Dorothy war die Lieblingsnichte Elizabeths, die sich ihr gegenüber großzügig zeigte und sie reich beschenkte.

## Leben

### Heirat mit William Stafford
1545 heiratete Dorothy Stafford ihren entfernten Verwandten Sir William Stafford, den zweiten Sohn von Sir Humphrey Stafford und dessen erster Frau Margaret Fogge. William Staffords erste Ehefrau Mary Boleyn, die ältere Schwester Anne Boleyns, war im Juli 1543 gestorben. Mary Boleyn war zuvor mit William Carey verheiratet gewesen, mit dem sie einen Sohn, Henry, und eine Tochter, Catherine, hatte. William Stafford hatte mit Mary mindestens zwei Kinder, die jedoch beide jung gestorben waren.
Dorothy Stafford und Sir William Stafford hatten drei Söhne und drei Töchter.
Am 23. September 1545 wurde Sir William Stafford von Edward Seymour, Earl of Hertford, während dem Rough Wooing in Schottland zum Ritter geschlagen.
Dorothy Stafford und ihre Familie waren überzeugte Protestanten und gingen während der Herrschaft Marias I. ins Exil nach Genf. Sie waren mit dem protestantischen Reformer Johannes Calvin befreundet, der der Pate ihres jüngsten Sohnes John wurde. Am 5. Mai 1556 starb William Stafford und Dorothy zog mit ihren Kindern nach Basel.

### Am Hofe Elisabeths I.
Nach der Thronbesteigung Elisabeths I. kehrten Dorothy und ihre Kinder im Januar 1559 nach England zurück, wo sie bei Hofe empfangen wurden. Calvin hatte sich stark gegen ihre Abreise ausgesprochen, da er seinen Patensohn in der Schweiz behalten wollte. 1563 wurde Dorothy zur Mistress of the Robes Elisabeths ernannt und übte viel Einfluss am Königshof aus. Sie nutzte ihren Einfluss auf die Königin, um ihre Freunde und Bekannten zu fördern. 1569 suchte Matthew, Parker, Erzbischof von Canterbury, Pfründe für einen Kollegen und schrieb an sie, damit sie diesbezüglich "ein gutes Wort" mit der Königin sprechen sollte. 1576 brach sie ihr Bein bei einem Reitunfall, erholte sich jedoch schnell wieder. Zwei Jahre später nutzte Dorothy ihren Einfluss, um den prestigeträchtigen Posten des englischen Botschafters in Frankreich für ihren ältesten Sohn, Sir Edward Stafford, zu sichern.
Dorothy behielt ihren Posten bei Hofe bis zum Tod der Königin 1603, sie hatte ihr 40 Jahre gedient. Ihre älteste Tochter, Elizabeth Stafford, war eine Lady of the Bedchamber Elisabeths gewesen, und ihr Schwiegersohn Richard Drake diente als Stallmeister der Königin. Die Stiefkinder ihres gestorbenen Ehemanns, Henry und Catherine Carey, hatten ebenfalls einflussreiche Positionen am Hof.

## Tod
Dorothy starb am 22. September 1604 und wurde in der St. Margaret’s Church in Westminster begraben. Ihr Grabmal befindet sich im nördlichen Seitenschiff der Kirche. Die Inschrift des Grabmals lautet:
Here lyeth ye Lady Dorothee Stafford, wife & widowe to Sir Willm. Stafford, Knight, daughter to Henrye, Lo[rd] Stafforde, ye only sonne of Edward ye last Duke of Buckingham. Her mother was Ursula, daughter to ye Countesse of Salisburye, ye only daughter to George, Duke of Clarence, brother to King Edward ye 4th. She continued a true widdowe from ye age of 27 till her death. She served Q.Elizabeth 40 years lying in her bedchamber, esteemed of her, loved by all, doing good to all she coulde to every body, never hurted any a continual remembr[an]cer of the sutes of the poor, as she lived a religious life in great reputation of honor and vertue in ye world. So she ended in continual fervent meditation & harty prayer to God at ye wh[ich] instant (as all her life) so after her death she gave liberally to ye poore, and died aged of 78 years ye 22 of September 1604. In whose remembrance Sr.Edwarde Stafford her sonne hath caused ys memorial of her to be set up in ye same forme & place as she herself long since required him.

## Nachkommen
Aus ihrer Ehe mit William Stafford hatte Dorothy Stafford drei Söhne und drei Töchter:
- Sir Edward Stafford (* 1552; † 1604) ⚭ 1. Roberta Chapman († 1578); ⚭ 2. Douglas Sheffield (* 1547; † 1608)
- William Stafford (* 1554; † 1612) ⚭ Anne Gryme († 1612)
- Sir John Stafford of Marlwood Park (* Januar 1556; † 28. September 1624) ⚭ 1. Bridget Clopton († März 1574); ⚭ 2. Millicent Gresham († 1602)
- Elizabeth Stafford (* 1546; † 6. Februar 1599) ⚭ 1. Sir William Drury (* 1550; † 1590); ⚭ 2. Sir John Scott.
- Ursula Stafford (* 1553) ⚭ Richard Drake († 11. Juli 1603)
- Dorothy Stafford, starb vermutlich in der Kindheit